# Енглески језик
Енглески језик (енгл. English language) је западногермански језик који потиче из Енглеске, а такође се користи као матерњи језик у другим државама Уједињеног Краљевства - Шкотској, Велсу, и Северној Ирској, у Републици Ирској, САД, Канади, Аустралији, Новом Зеланду, и као језик коришћен између бројних народа у истој држави као што је у Јужној Африци, Индија, Пакистан, и бројним другим земљама. Енглески је тренутно четврти најраспрострањенији матерњи језик на свету (после кинеског, шпанског и хиндуа), са неких 380 милиона говорника.
Има статус лингва франка у многим деловима света, услед војног економског, научног, политичког и културног утицаја Британске Империје у 18. и 19. веку и још јачег глобалног утицаја САД током 20. века. Због глобалног утицаја енглеског у свету науке, уметности, телевизије и на Интернету у последњим деценијама, енглески је данас најраспрострањенији језик који се учи као други језик на свету. Од многих ученика широм света се захтева да уче енглески, а знање енглеског језика је корисно или чак неопходно за многа занимања.

## Историја
Енглески је западногермански језик који потиче од језика које су у првој половини првог миленијума у Британију донели германски досељеници из разних делова северозападне Немачке. Међу овим племенима су били Фризијци, Англи, Саси и Јити. Првобитни германски језик је затим примио утицаје од два таласа инвазије. Прво од стране говорника језика скандинавске гране германске фамилије, који су колонизовали делове Британије у осмом и деветом веку. Други талас су чинили Нормани у 11. веку, који су говорили варијетет француског. Ове две инвазије су енглески учинили високо „креолизованим“; креолизација настаје од кохабитације говорника различитих језика, који развијају хибридни језик за основну комуникацију. Кохабитација са Скандинавцима је условила значајно граматичко поједностављивање и лексичко обогаћивање англо-фризијског језгра енглеског; каснија норманска окупација је довела до калемљења разрађенијег слоја речи из романске гране европских језика на германско језгро; овај нови слој је ушао у енглески кроз коришћење на судовима и у власти. Стога се енглески развио у 'позајмљивачки' језик значајне гипкости и огромног фонда речи.
Према Англо-саксонском летопису, приближно око 449. године, Вортигерн, краљ Британских острва, позвао је „Англиканску лозу“ (Англи, предвођени Хенгстом и Хорсом) како би му помогли у одбрани од Пикта. Заузврат, Англима је било загарантовано земљиште на југоистоку. Додатна помоћ је тражена, и у помоћ дошли су Сакси, Англи и Јути. Летописи такође пишу о даљем насељавању колонистима који су временом успоставили седам краљевина: Нортумбрија, Мерциа, Источна Англиа, Кент, Есекс, Сусекс и Весекс. Модерна учења прихватају ову причу као легендарну и политички обојену.
Ови германски освајачи доминирали су над изворним келтско-говорећим становништвом, чији су језици преживели у Шкотској, Велсу, Корневалу и Ирској. Дијалекти употребљавани од стране освајача сачинили су акценат касније познат као староенглески, који подсећају на поједине приобалне дијалекте у данашњој Холандији и северозападној Немачкој. Касније, дијалекат је потпао под строги утицај северногерманског језика старонордијски, употребљаваним од стране Викинга, који су махом населили североисточни део острва (видети Јорвик). Нови и стари насељеници причали су језицима са супротстављених грана германске породице. Велики број речи делили су лексиколошке корене или су биле сличне, док им је граматика била удаљенија, укључујући префиксе, суфиксе и изговор значајног броја речи. Услед сличности и разноликости језика, неминовна је била креолизација језика, која је уследила, изостављањем већег дела граматике староенглеског, укључујући родове и падеже, са изузетком заменица, чиме је језик постао знатно простији и једноставнији. Најпознатије дело из староенглеског периода је епска поема Беовулф, од стране непознатог аутора.
У периоду од 300 година након Норманских освајања 1066. године, нормански краљеви и племство говорили су варијантом француског. Велики број норманскофранцуских речи асимилиран је у староенглески, резултујући дуплирањем староенглеских речи (пр. ox/beef, sheep/mutton). Нормански утицај ојачао је континуалну еволуцију језика током наредних векова, резултујући данас познатим Средњим Енглеским. Међу изменама било је ширење употребе уникатног аспекта Енглеске граматике, тј. 'континуалног' времена, додајући суфикс -ing. Током 15. ог века, Средњи енглески даље је промењен услед Велике самогласничке промене, ширења стандардизованог Лондонског дијалекта у влади и администрацији, и стандардизовања штампања. Модерни енглески се може пратити назад до доба Вилијама Шекспира. Најпознатије дело из доба Средње Енглеске су Приче из Кантерберија Џефрија Чосера.

## Класификација и сродни језици
Енглески језик припада западној под-грани германске гране индо-европске породице језика. Најближи живи сродни језик енглеском јесте германски шкотски, један западногермански језик који се говори у већем делу Шкотске и деловима Северне Ирске. Попут енглеског, шкотски је директан изданак Старог Енглеског, такође познатог као Англо-Саксонски.
Након германског шкотског, следећи најближи сродни живи језици су фризијски (употребљавани у Холандији и Немачкој), и нискосаксонски, примарно употребљаван у северној Немачкој (у Немачкој је признат као мањински језик којим углавно причају старији људи). Други мало мање сродни живи језици укључују холандски, африканс, немачки, јидиш, луксембуршки и скандинавске језике. Велики број француских речи разумљиви су енглеском говорнику (изговори, додуше, нису увек идентични), јер је енглески прихватио огромну количину језичког блага норманског језика након норманских освајања, и од француског у будућим столећима; као резултат, значајан део енглеског језичког блага је доста сличан француском, уз мање разлике у правопису (завршетак речи, употреба старог француског правописа, и сл.), као и повремене разлике у значењу речи.

## Географска распрострањеност
Географска распрострањеност матерњих говорника енглеског језика:
Енглески је најраспрострањенији језик света данас; укупно 600—700 милиона људи употребљава енглески редовно. Око 377 милиона људи користи енглески као свој матерњи језик, а подједнак број људи користи га као свој други страни језик. У широкој је употреби у јавној и приватној сфери у више од 100 земаља широм света. Осим тога, енглески је заузео примарно место у међународним, академским и пословним круговима. Тренутни статус енглеског језика се упоређује са положајем латинског у прошлости.
Енглески је званични језик следећим земљама: Аустралија (аустралијски енглески), Бахами, Барбадос (карипски енглески), Бермуда, Доминика, Гибралтар, Гренада, Гвајана, Јамајка (јамајчански енглески), Нови Зеланд, Антигва и Барбуда, Света Луција, Свети Китс и Невис, Тринидад и Тобаго, Уједињено Краљевство (британски енглески), Америчка Девичанска Острва и САД (амерички енглески).
Енглески је такође један од примарних језика у следећим државама: Белизе (са шпанским језиком), Канада (са француским језиком), Индија (са хинди и осталим 21 званичним језиком), Ирска, Сингапур, Филипини (са Филипинским језиком), и Јужноафричка Република (са 10 других језика укључујући и језик зулу).
У Хонгконгу енглески је званични језик и има широку примену у пословним активностима. Почиње да се учи још у обданишту. У неким основним школама часови се одржавају на енглеском, у већини средњих школа такође а на факултетима су сва предавања на енглеском. Великом броју студената енглески је матерњи језик. Он се толико користи да је неадекватно рећи да је енглески други или страни језик у Хонгконгу, мада још увек има доста људи који имају веома мало знање енглеског или чак никакво.
Већина Енглеско-говорећег становништва (67 до 70 од сто) живи у Сједињеним Државама. Поред тога што Федерална управа САД нема званични језик, проглашен је званичним у 27 од 50 држава, од којих је већина енглески прогласила њиховим јединим званичним језиком. Хаваји, Луизијана и Нови Мексико такође имају именовано хавајски, француски и шпански као званичне језике у конјункцији са енглеским.
У великом броју земаља где енглески није већински примарни језик, званични је језик; ове земље укључују: Камерун, Фиџи, Федералне Државе Микронезије, Гана, Гамбија, Кирибати, Лесото, Либерија, Кенија, Намибија, Нигерија, Малта, Маршалска Острва, Пакистан, Папуа Нова Гвинеја, Филипини, Руанда, Соломонска Острва, Самоа, Сијера Леоне, Свазиленд, Танзанија, Замбија и Зимбабве.
Енглески је најшире учени и употребљавани језик на свету, и, због тога, велики број лингвиста верују да више није ексклузивни културни амблем „домаћих Енглеских говорника”, већ да је језик који прихвата разне културалне аспекте широм света, како расте његова употреба. Други верују да постоји граница докле енглески може да задовољава комуникативне потребе. Енглески језик се највише изучава као страни у Европи (32.6 од сто), затим следи француски, немачки и шпански. Такође је најизучаванији језик у Јапану, Јужној Кореји и Народној Републици Кини (Тајван), где је обавезан у већини средњих школа. Видети енглески као додатни језик.

### Енглески као глобални језик
Због своје широке говорне распрострањености, енглески се често назива „глобални језик”. Иако енглески није званични језик у већини држава, он је најчешће други језик који се говори уз матерњи језик те земље. Он је такође по интернационалним стандардима званични језик у авио комуникацији. Његова распрострањеност као првог или другог језика је главни показатељ његовог глобалног статуса.
Постоје бројни аргументи за и против енглеског (или било ког другог језика) као глобалног језика.
У једну руку, постојање глобалног језика помаже у комуникацији и обједињавању информација (на пример у научној заједници). Међутим, енглески као глобални језик искључује оне који га, из неког разлога, течно не говоре. Такође, он маргинализује оне чији матерњи језик није „глобални”.
Други разлог за забринутост је тај што ширење глобалних језика (енглеског, шпанског и др.)за резултат има нестајање мањих језика, често заједно са културама и религијама које су помоћу тих језика преношене. Енглески је повезан са нестанком бројних језика. Многи од тих нестанака су водили ка губитку културног наслеђа. Амерички Индијанци су били најјаче погођени овим феноменом.

### Дијалекти и регионалне варијанте
Експанзија Британаца и Американаца је раширила и употребу енглеског језика широм света. Тренутно је он други или трећи језик по броју људи који га говоре, након мандаринског кинеског језика; да ли има више оних чији је матерњи језик енглески или оних чији је матерњи језик шпански, зависи од тога ко броји и како. Пошто се раширио широм света, енглески је дао велики број дијалеката и креолских језика базираних на енглеском као и језика-мешавина.
Главне варијанте енглеског језика најчешће садрже и по неколико под-варијаната, као што је кокни у британском енглеском, њуфаундлендски енглески унутар канадског енглеског и афричко-амерички енглески у америчком енглеском. У енглеском језику, ниједна његова варијанта се не сматра јединим стандардом.
Шкотски је један од дијалеката енглеског. Изговор, граматика и лексика се разликују од стандардног енглеског, понекад драстично. Шкотски дијалект поседује неке особине немачког језика, попут гутуралног изговора.
Услед честе употребе енглеског као другог језика, постоји много различитих дијалеката, на основу којих се може се може одгонетнути који је говорников матерњи језик.
У много земаља широм света енглеске речи и фразе су помешане са њиховим свакодневним говором. Тако настају језичке мешавине. Главни представници ових ад хок конструкција, које се не убрајају у пиџин и креолске језике, су Енгриш, Васеи-еиго, Френглески и Шпенглиш. Еуропанто комбинује многе језике, али му је енглески основа.

### Изведене варијанте енглеског језика
- Базични енглески је упрошћена верзија за међународну употребу. Произвођачи авиона и друге опреме често пишу упутства за употребу на основном енглеском. Неке школе енглеског на Далеком истоку користе ову варијанту у почетним фазама обуке.
- Специјални енглески је упрошћена верзија енглеског језика коју користи Глас Америке. Речник се састоји из 1.500 речи.
- Реформисани енглески је резултат колективног доприноса да се унапреди енглески језик.
- Сиспик, ерспик и полиспик, су верзије засноване на ограниченом речнику. Створио их је Едвард Џонсон током 1980-их као помоћно средство за међународну кооперацију и комуникацију.
- Европски енглески је нова варијанта енглеског језика која је замишљена као заједнички европски језик.

## Граматика
Енглеска граматика је базирана на својим германским коренима, иако су неки научници током 1700-те и 1800-те покушали да наметну латинску граматику на то, са мало успеха. Енглески је само незнатно измењен, много мање него већина индoeвропских језика. То надокнађује стављањем више граматичких информација у помоћне речи као и ред речи, кроз задржавање додатака као:
- Посесивни (понекад звани саксонски генитив, али који је измишљен у клитик)
- 3. лице једнине презент
  - Alfredo works. -s
- Прошло време
  - Alfredo worked. -ed
- Радно време садашње
  - Alfredo is working. -ing
- Паст партицип
  - The car was stolen. -en
  - Alfredo has talked to the police. -ed
- Герунд
  - Working is good for the soul. -ing
- Множина
  - All your sigs are mine. -s
- Компаратив
  - Alfredo is smarter than Ricky. -er
- Суперлатив
  - Alfredo has the bluest eyes. -est

За разлику од многих индоевропских језика, енглеске именице немају род (осим 3. лица једнине код заменица).

### Глаголи
Енглески глаголи се мењају према:
- три лица: првом, другом и трећем
- два броја: једнини и множини
- два начина: индикатив и императив
- два рода: актив и пасив; пасив се дели на статички и динамички.
- два проста времена (present simple, past simple) и 10 сложена времена (present continuous, past continuous, present perfect, present perfect continuous, past perfect, past perfect continuous, future simple, future continuous, future perfect, future perfect continuous)

У енглеском је специфично да у present simple-у коњугације нема, сем у 3. лицу једнине и глагола to be (бити).

#### Помоћни глаголи
Помоћни глаголи у енглеском су: to be (бити), to have (имати) и to do (радити).
| present simple | present simple | past simple | past simple | continuous | perfect |
| -------------- | -------------- | ----------- | ----------- | ---------- | ------- |
| I              | am             | I           | was         | being      | been    |
| you            | are            | you         | were        | being      | been    |
| he/she/it      | is             | he/she/it   | was         | being      | been    |
| we             | are            | we          | were        | being      | been    |
| they           | are            | they        | were        | being      | been    |

| present simple | present simple | past simple | past simple | continuous | perfect |
| -------------- | -------------- | ----------- | ----------- | ---------- | ------- |
| I              | have           | I           | had         | having     | had     |
| you            | have           | you         | had         | having     | had     |
| he/she/it      | has            | he/she/it   | had         | having     | had     |
| we             | have           | we          | had         | having     | had     |
| they           | have           | they        | had         | having     | had     |

| present simple | present simple | past simple | past simple | continuous | perfect |
| -------------- | -------------- | ----------- | ----------- | ---------- | ------- |
| I              | do             | I           | did         | doing      | done    |
| you            | do             | you         | did         | doing      | done    |
| he/she/it      | does           | he/she/it   | did         | doing      | done    |
| we             | do             | we          | did         | doing      | done    |
| they           | do             | they        | did         | doing      | done    |

## Речник
Скоро без изузетка, германске речи (које садрже све основе као нпр. заменице и везници) су краће, и више неформалне. Романске речи се често сматрају више елегантним или едукативним.

### Порекло речи
Једна од последица утицаја француског језика на енглески је та да је речник енглеског подељен на речи германског порекла (углавном староенглески), и оне које су „Латинизми“ (изведени из латинског, углавном из норманско-француског, али и директно из латинског).
Енглески језик има лексичку сличност са немачким од 60%, са француским 27%, и 24% са руским језиком.
Рачунарска анализа је 80.000 речи у старом Кратком Оксфордском Речнику (треће издање) (аутори анализе Томас Финкелштет и Дитер Волф, 1973) проценила порекло енглеских речи:
- француски, укључујући старофранцуски и англонормански: 28,3%
- латински, укључујући модерни технички и научни латински: 28,24%
- староенглески и средњоенглески, старонордијски и холандски: 25%
- грчки: 5,32%
- непозната етимологија: 4,03%
- изведенице из личних имена: 3,28%
- сви остали језици доприносе мање од 1%

Џејмс Никол је овим поводом приметио: Проблем дефинисања чистоте енглеског језика је у томе што је енглески чист колико и проститутка. Ми не само да позајмљујемо речи; понекад, енглески прогони друге језике и пребија их да би им испразнио џепове у потрази за новим речима.

## Систем писања
Енглески језик користи латински алфабет. Ортографија енглеског је историјска а не фонолошка. У енглеском постоје одређене речи које које се пишу са наглашеним акцентом. Ове речи су углавном преузете из других језика, углавном француског.

## Читање
Изговор и писање енглеског (и германског шкотског) се драстично разликује од осталих германских језика. Притом, у енглеском, два слова могу имати више гласова, али и изузетака, где је енглески јако тежак за читање. Eво и примера где два слова могу имати више гласова:
- gh: чита се као [f] или ређе [ɡ] или се уопште не чита: Нпр.: tough [təf], ghost [ɡoːst] и dough [doː]
- ou: чита се као [ə], [aʊ], [u], [oː] или [oʊ]: Нпр.: tough [təf], out [aʊt], through [θɹuː], dough [doː] и though [ðoʊ]

Део разлога за то јесте што је услед Велике самогласничке промене дошло до промена самогласника у говору, али не и у писању. Писање се слабо мењало, што је довело до тога да се нека слова читају, а нека не. Такође, због утицаја норманскофранцуског и стандардног француског, енглески добија следећа правила читања:
1. Да се c испред самогласника e, i и y чита као [s], а у осталим случајевима као [k]
2. Да се g испред самогласника e, i и y чита као [dʒ] (није тако увек) (није скроз до краја утицај француског или других романских језика), а у осталим случајевима као [g]
3. Да се j чита као [dʒ] (што није последица француског), а y као [j] (што је последица француског језика)
4. Да се глас [kw] обележава као qu (што је последица англонорманског језика)
5. Да се qu понекада чита као [k] (што је последица стандардног француског), нпр.: technique [ˈtɛkniːk]
6. Да се ue на крају речи не чита
7. Да се ch најчешће чита као [tʃ] (што је последица других романских језика).

Постојали су и случајеви да енглески позајми речи из француског које нису поседовале једно слово, како у читању, тако и у писању, а да се у енглеском то слово ставило да би могло да личи на латинску реч. Ево и примери:
| енглеска реч | читање енглеске речи | француска реч | латинска реч |
| ------------ | -------------------- | ------------- | ------------ |
| isle         | [aɪl]                | île           | insulae      |
| debt         | [dɛt]                | dette         | debitum      |
| doubt        | [daʊt]               | doute         | dubium       |

Међутим, постоје неке речи где су нека слова убачена јер је народ мислио да имају исто етимолошко порекло, нпр.: island [ˈaɪlənd] (острво, синоним за реч isle) никад није имало s, али због тога што је народ мислио да имају исто етимолошко порекло, случајно је на крају убачено s.
Понекада је једно слово нечујно, али се у староенглеском или у средњоенглеском периоду читало, а данас не, нпр.: модерни енглески: knight [naɪt]; староенглески: cniht [ˈknɪçt]; средњоенглески: knyght [ˈknɪçt].
Енглески је један од ретких германских, али и индоевропских језика да још увек садржи гласове [ð] и [θ], који се обележавају као th. Сем енглеског, као германског језика, и исландски садржи иста та два гласа, а ферјарски садржи само [ð].

## Утицај старонордијског
Као што је споменуто у теми историја, енглески је имао утицај и старонордијског, што је довело да значај део речника буде у сродности са северногерманским језицима, али и граматика. Утицаји у граматици су највише били у редоследу речи.

### Утицај у редоследу речи
У редоследу речи, енглески је задобио утицај старонордијског. Ево и пример:

#### Речи у којима се налазе два глагола

##### Енглески и северногермански језици
енг.: I will buy a car.
шве.: Jag ska köpa en bil.
(Купићу ауто).

##### Западногермански језици
нем.: Ich werde ein Auto kaufen.
хол.: Ik ga een auto kopen.

##### Закључак
У енглеском и северногерманским језицима, други глагол стоји после првог, а у осталим западногерманским језицима, глагол иде на крај реченице. У староенглеском су други глаголи били на крају реченице.

#### Одвајање предлога од објекта
Одвајање предлога од објекта значи да предлог може да оде на крај речи без објекта. Ево и примера:
енг.: That issue was talked about.
нор.: Den saken ble snakket om.
(О том питању се говорило).

#### Раздвајање инфинитива негационим прилогом

##### Енглески и северногермански језици
енг.: I understand to not do that anymore.
шве.: Jag förstår att inte göra det längre.
(Разумем да то више не урадим).

##### Западногермански језици
нем.: Ich verstehe, dass ich das nicht mehr tun werde.
хол.: Ik begrijp dat ik dat niet meer moet doen.

##### Закључак
У енглеском и северногерманским језицима, инфинитив се раздваја негационим прилогом, а у осталим западногерманским језицима, не користи се толико предлог за инфинитив, али иако се користи, не раздваја се од глагола. У староенглеском је био исти случај као и сада са западногерманским језицима.